# Lead Hill
Lead Hill est une municipalité du comté de Boone, dans l’État de l’Arkansas aux États-Unis.

## Démographie
| 1880 | 1890 | 1920 | 1930 | 1940 | 1950 | 1960 | 1970 |
| ---- | ---- | ---- | ---- | ---- | ---- | ---- | ---- |
| 253  | 333  | 218  | 268  | 194  | 110  | 102  | 143  |

| 1980 | 1990 | 2000 | 2010 | - | - | - | - |
| ---- | ---- | ---- | ---- | - | - | - | - |
| 247  | 283  | 287  | 271  | - | - | - | - |